# Коледимедзо
Коледимѐдзо (на италиански: Colledimezzo, на местен диалект Còllë, Колъ) е село и община в Южна Италия, провинция Киети, регион Абруцо. Разположен е на 425 m надморска височина. Населението на общината е 557 души (към 2010 г.).